# Neruda (gênero)
Neruda é um gênero de insetos neotropicais da ordem Lepidoptera, família Nymphalidae e subfamília Heliconiinae, inicialmente proposto como subgênero por John R. G. Turner em 1976, no texto Adaptive radiation and convergence in subdivisions of the butterfly genus Heliconius (Lepidoptera: Nymphalidae), composto de quatro espécies de habitat de floresta tropical. São borboletas dotadas de asas de coloração negro-amarronzada, em vista superior, com manchas geralmente em laranja; diferindo do gênero Heliconius, aparentado, pelos seguintes caracteres: antenas curtas, com metade do comprimento das asas anteriores; asas anteriores amplamente triangulares no ápice; machos dotados de asas posteriores com escamas androconiais em sua margem costal; segmentos abdominais com um par de grandes manchas amarelas, arredondadas. Turner nomeou este novo gênero após o poeta chileno Pablo Neruda ganhar o Prêmio Nobel de Literatura, em 1971. Todos os seus representantes são originários da região norte da América do Sul (entre Bolívia, Peru, Equador e Colômbia, passando pela bacia do rio Amazonas até a região nordeste do Brasil, Venezuela e Guianas; com Neruda aoede sendo a espécie mais bem distribuída) e estão envolvidos em padrões de mimetismo mülleriano com borboletas Heliconiini de outros gêneros.

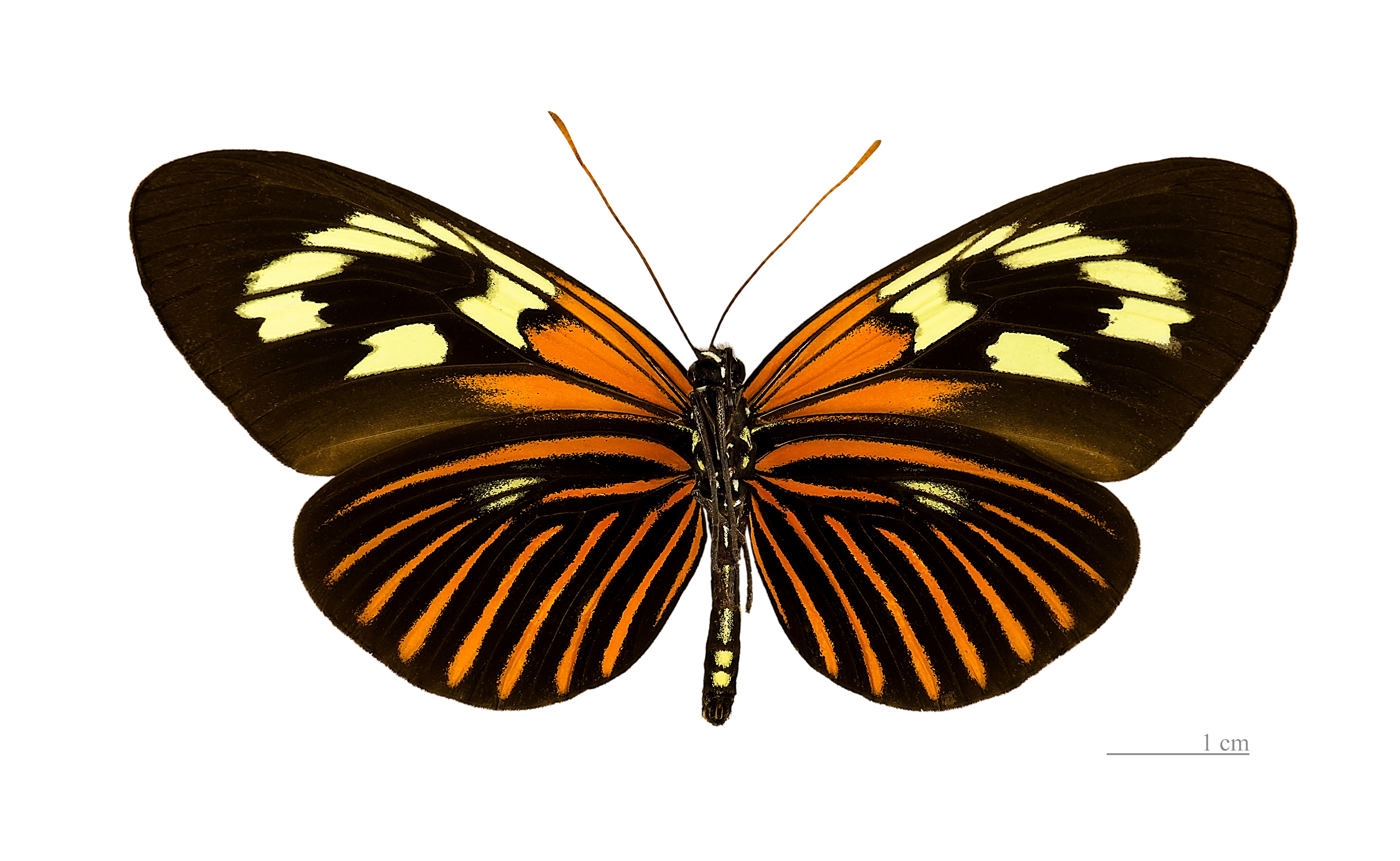
Fotografia da vista inferior do macho de N. aoede, mostrando a marca das escamas androconiais em suas asas traseiras.
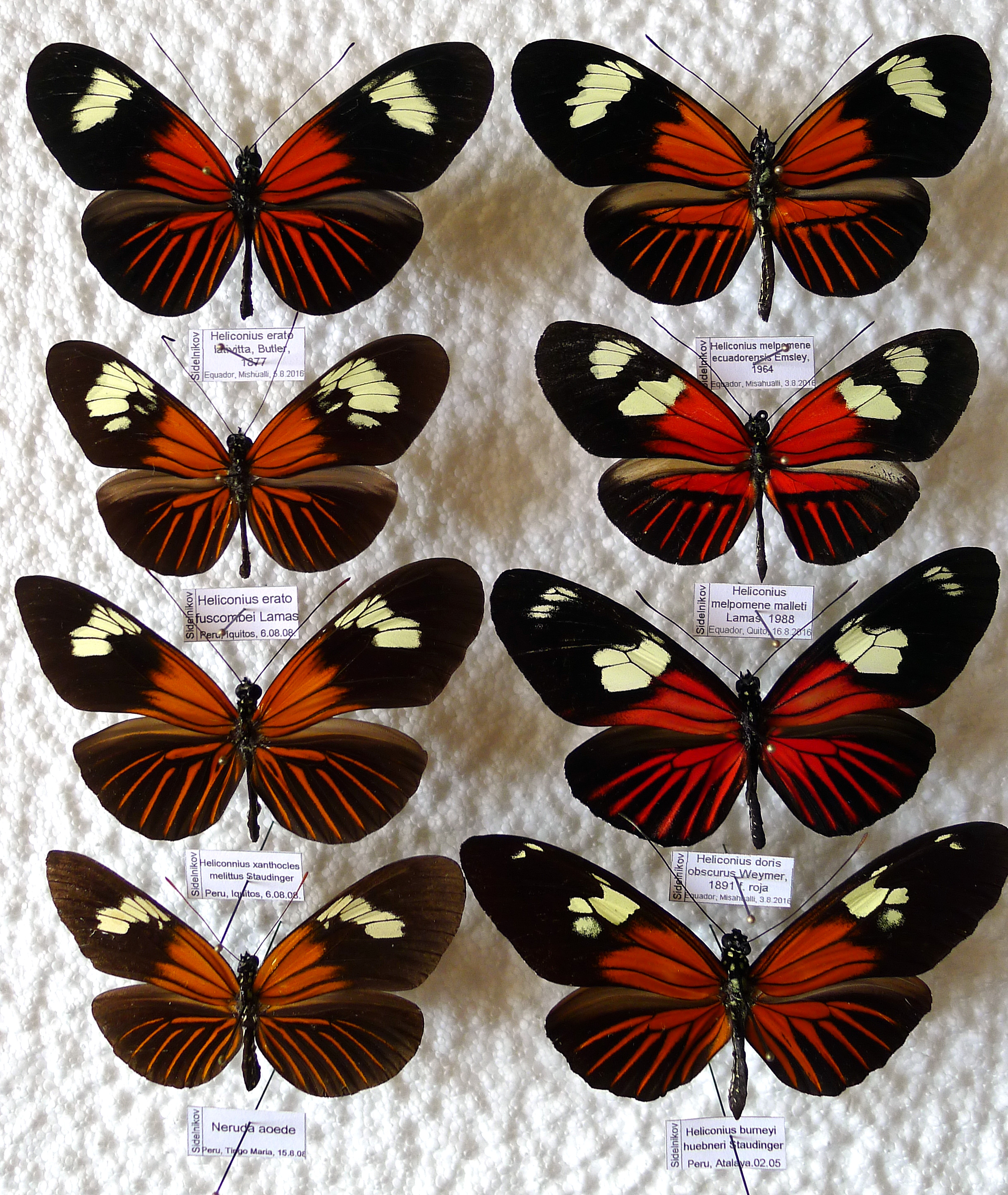
Esta foto apresenta relações de mimetismo mülleriano entre N. aoede, a sétima borboleta, em ordem de leitura, e outros Heliconiini como Heliconius erato, H. melpomene, H. burneyi e Laparus doris.
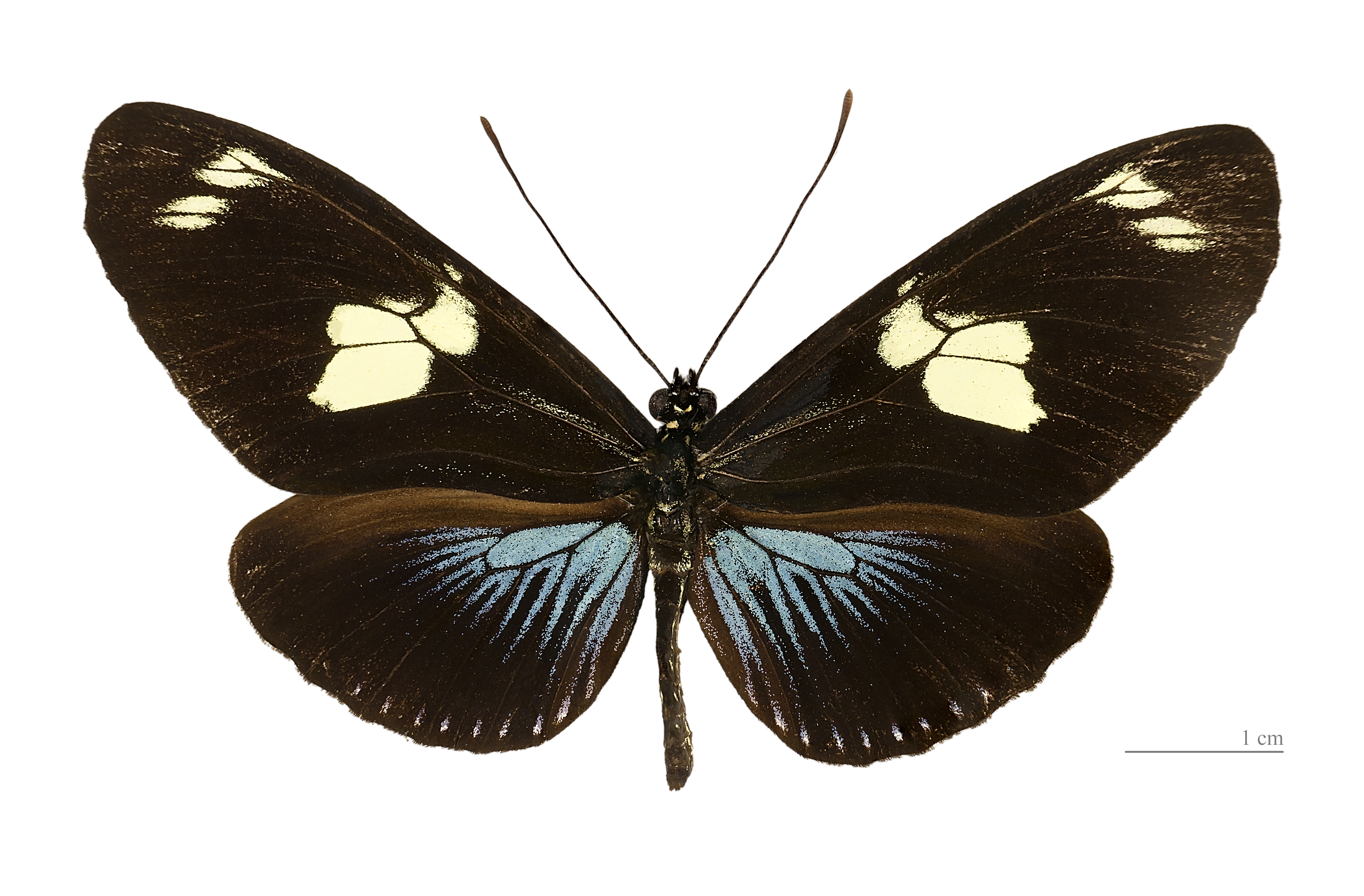
A forma azulada de Laparus doris é modelo de mimetismo mülleriano da borboleta N. metharme.

## Espécies
- Neruda aoede (Hübner, [1813])
- Neruda metharme (Erichson, [1849])
- Neruda godmani (Staudinger, 1882)[1]
- Neruda metis Moreira & Mielke, 2010[5]